# Маріо Санчес Янтен
Маріо Санчес Янтен (22 липня 1956) — чилійський футбольний арбітр. Арбітр ФІФА з 1994 по 2001 рік.

## Суддівська кар'єра
Почав кар'єру в національному чемпіонаті Чилі, а в 1994 році став міжнародним арбітром. Дебютував на клубному рівні в матчі Кубка Лібертадорес 1995 року між «Універсідад Католіка» та «Універсідад де Чилі», який відбувся 12 квітня 1995 року і завершився з рахунком 4-1.
У 1996 році Маріо був призначений на відбірковий турнір чемпіонату світу 1998 року, де відсудив 4 матчі, порівну розділені між групою КОНМЕБОЛ та групою КОНКАКАФ. Через рік дебютував у фінальній стадії офіційних змагань національних збірних, чемпіонаті світу з футболу 1997 року серед юнаків до 17 років, відсудивши три матчі, в тому числі півфінал між Іспанією та Ганою. Того ж року він судив чемпіонат Південної Америки з футболу серед молоді (U-20) 1997 року та фінал Суперкубка Південної Америки 1997 року між Сан-Паулу та Рівер Плейт.
Враховуючи позитивні результати, ФІФА включила його до списку арбітрів на чемпіонат світу 1998 року: на цьому турнірі відсудив два матчі, Нігерія — Болгарія 19 червня і Південна Африка — Саудівська Аравія 24 червня. Потім брав участь у Кубку Америки 1999 року та судив перший фінальний матч Кубка Лібертадорес 1999 року між «Депортіво Калі» та «Палмейрасом».
Він був відібраний на Олімпійські ігри 2000 в Сіднеї й відсудив там два матчі, а також судив на Золотому кубку КОНКАКАФ 2000 року. У Кубку Америки 2001 року він був призначений на півфінал 26 липня між Колумбією та Гондурасом, а у відбіркових матчах чемпіонату світу 2002 року він судив три матчі.